# Iacob Holz
Iacob Alexandru Holz (1902) è stato un calciatore rumeno, di ruolo attaccante.

## Carriera

### Club
Ha sempre giocato nel campionato rumeno.

### Nazionale
Ha rappresentato la Nazionale rumena in occasione delle Olimpiadi del 1924.